# Sadibou Sané
Sadibou Sané (sinh ngày 10 tháng 6 năm 2004) là một cầu thủ bóng đá chuyên nghiệp người Sénégal hiện tại đang thi đấu ở vị trí hậu vệ cho câu lạc bộ Metz tại Ligue 2.

## Sự nghiệp thi đấu

### Génération Foot
Sané giành chức vô địch Ligue 1 mùa giải 2022–23 với câu lạc bộ Génération Foot.

### Metz
Vào ngày 22 tháng 7 năm 2023, anh gia nhập câu lạc bộ Metz theo bản hợp đồng 5 năm. Anh ra mắt cho đội bóng trong trận hòa 2–2 trước Reims tại Ligue 1 vào ngày 3 tháng 9 2023.

## Sự nghiệp quốc tế
Sané là tuyển thủ trẻ người Sénégal. Anh có tên trong đội hình vô địch Cúp bóng đá U-20 châu Phi 2023, nhưng không tham gia một trận đấu nào tại giải đấu.

## Danh hiệu
Génération Foot
- Ligue 1: 2022–23[5]

U-20 Sénégal
- Cúp bóng đá U-20 châu Phi: 2023[9]